# Pedra do Cordeiro

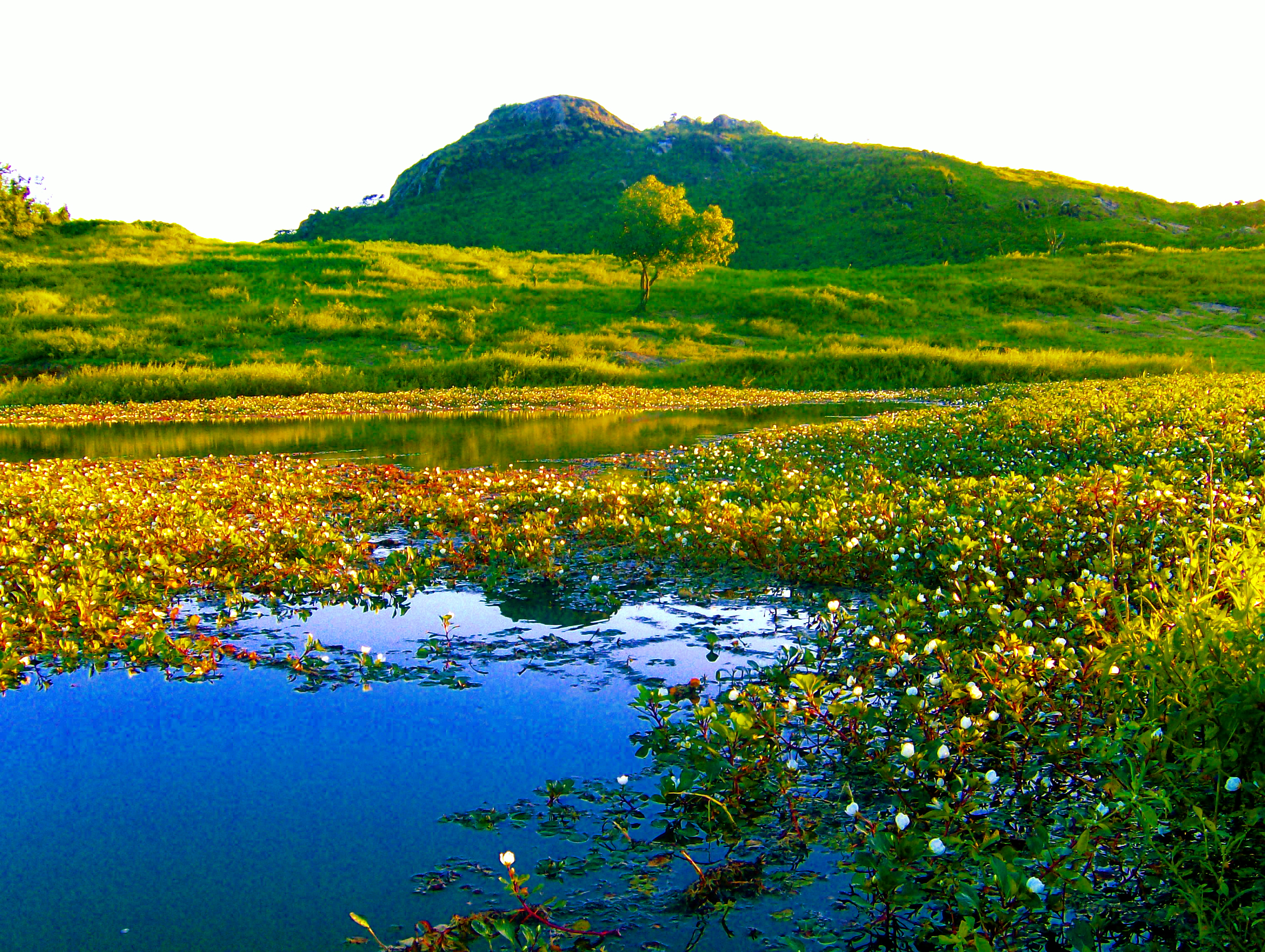
Pedra do Cordeiro

A Pedra do Cordeiro é uma formação rochosa localizada na parte oeste do município de Belém da Paraíba, no limite com o município de Bananeiras, tendo como divisor o riacho Picada. No local, será construído o Santuário de Nossa Senhora da Conceição (Belém da Paraíba).

## Geografia
Situada no Piemonte da Borborema, a Pedra do Cordeiro está encravada numa pequena cadeia de montanhas. Sua altitude está entorno de 240 m. Por estar na região geográfica da Depressão Sublitorânea a vegetação é do tipo a caatinga, classificada como Agreste e originalmente constituída por uma mata subcaducifólia de transição, com espécies xerófilas da caatinga e algumas espécies da mata úmida, e ainda, com cobertura de gramíneas rasteiras e espécies arbóreas primitivas como o juazeiro.
Desta colina, podemos visualizar parcialmente a cidade de cidade de Belém, o distrito de Rua Nova e a cidade de Caiçara, no estado da Paraíba
A Pedra do Cordeiro também foi inspiração para o poeta visual Jota Medeiros quando, em uma entrevista ao Portal Imediata, o mesmo diz: "Desde o momento (1964) em que me senti ilhado, num sótão, a ver uma cordilheira azul diante da janela aberta à 'Pedra do Cordeiro' em Belém, na Paraíba, tinha eu seis anos de idade, e já me sentia um homem exilado, dentro do meu próprio país. Daí a inspiração à invenção da/do "Ilha", do poeta, fora do contexto, do senso comum, ilhado na mediocridade; o contra-senso do senso, absurdamente anímico".

## Etimologia
A denominação "Pedra do Cordeiro" é derivada do sobrenome da família Cordeiro que possuía a propriedade rural onde está localizado esse grande afloramento rochoso.
Além da versão anterior, os moradores também aludiram a designação da formação rochosa à passagem bíblica na qual Jesus, o Cordeiro de Deus, curou dez leprosos, pois nos arredores da Pedra do Cordeiro, onde existem várias grutas, os portadores de hanseníase (lepra) se abrigavam até o final do século XIX, já que na época não existia cura para esta enfermidade e os doentes ficavam isolados nesses locais para não transmitirem a doença às outras pessoas. Muitos morriam lá mesmo, abandonados.

## Avistamento de O VNIS
Desde a década de 1990, diversos relatos sobre aparições de objetos voadores não identificados (ovnis) são propagados por moradores locais que afirmam terem visto no céu objetos luminosos arredondados, em movimento espiral, na região da Pedra do Cordeiro, em Belém, na Paraíba.
Segundo estudiosos do assunto, a Região Metropolitana de Guarabira, na qual está incluído o município de Belém, teria um campo gravitacional de atração desses fenômenos ufológicos. A cidade de Guarabira já foi considerada pela ufologia brasileira como a capital nacional de avistamento de OVNIS. O estado da Paraíba é considerado uma das principais rotas dos UFOS .